# Phoradendron interruptum
Phoradendron interruptum là một loài thực vật có hoa trong họ Santalaceae. Loài này được Eichler miêu tả khoa học đầu tiên.